# Jan Kerouac

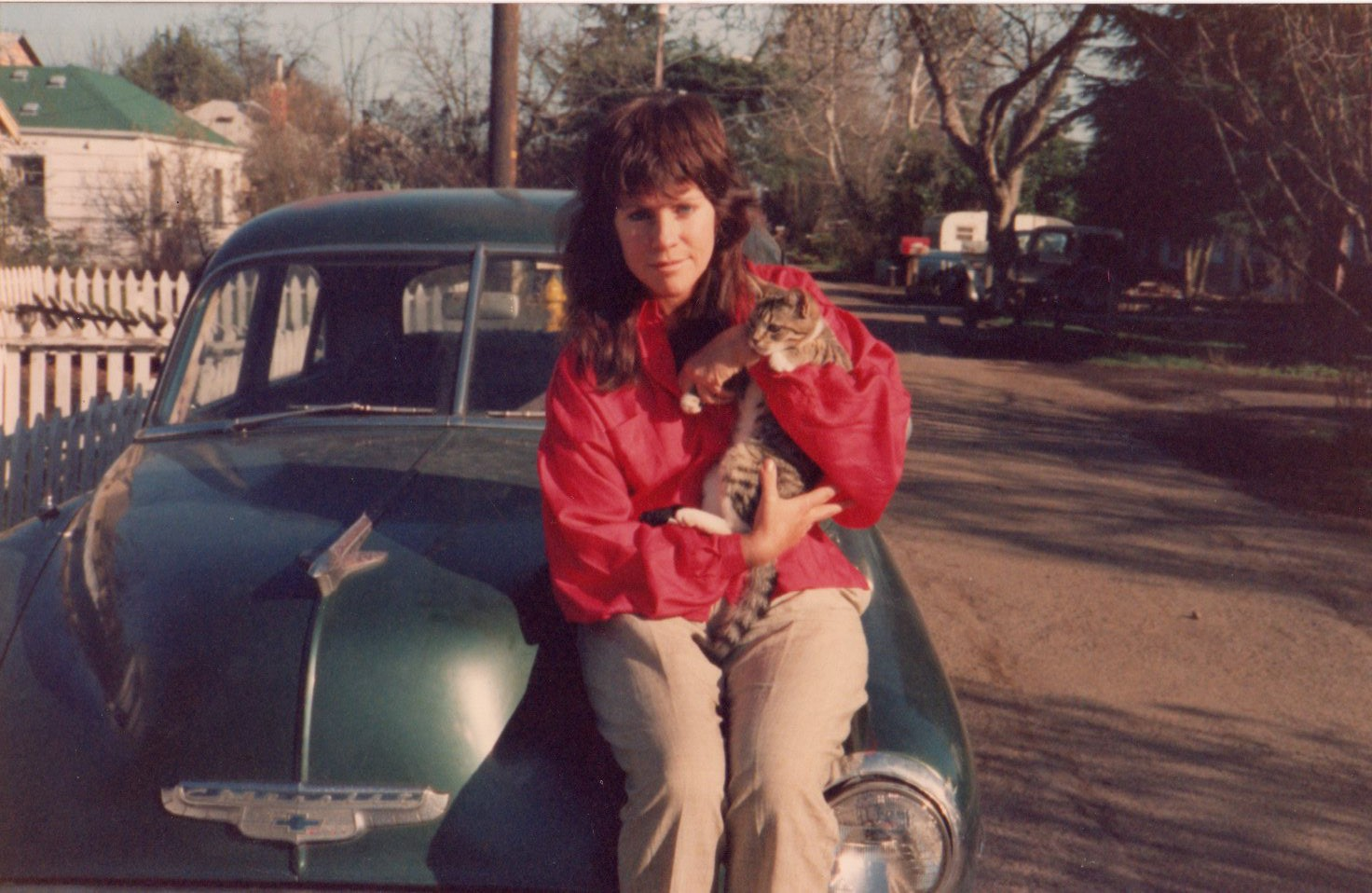
Jan Kerouac im Jahre 1983 in Eugene, Oregon

Jan Kerouac, eigentlich Janet Michelle Kerouac (* 16. Februar 1952 in Albany, New York; † 5. Juni 1996 in Albuquerque, New Mexico) war eine US-amerikanische Schriftstellerin und die einzige Tochter von Jack Kerouac, einem der wichtigsten Vertreter der Beat Generation, und Joan Haverty Kerouac, seiner zweiten Ehefrau. Ihr Vater bestritt die Vaterschaft und sie wuchs bei ihrer Mutter auf.

## Leben
Ihren Vater traf sie nur zweimal: Einmal im Alter von zehn Jahren bei einer Gerichtsverhandlung, in der er zu einer Unterhaltszahlung von 52 US-Dollar verpflichtet wurde, und ein zweites Mal im Alter von 15 Jahren, auf einer Reise nach Lowell. Zu dieser Zeit begann sie ihr bewegtes Leben on the road. Gemeinsam mit einem Freund trampte sie durch die USA, lebte von Gelegenheitsjobs und begann zu schreiben.
Sie heiratete zweimal und wurde genauso oft geschieden.
Nach dem Tod ihrer Mutter zog sie nach Puerto Rico, wo sie am Strand ihr drittes Buch Parrot Fever schreiben wollte. Bevor sie es vollenden konnte, erkrankte sie an einer seltenen Blutkrankheit und musste wegen Nierenproblemen wieder zurück nach New York, wo sie mit nur 44 Jahren starb. Ihre letzte Ruhestätte fand sie auf dem Old Saint Louis de Gonzague Cemetery von Nashua (New Hampshire).

## Rezeption
Jan Kerouac veröffentlichte zwei halb autobiografische Bücher. 1981 erschien ihr erstes Werk Baby Driver. Jan Kerouac beschreibt darin unter anderem die beiden Treffen mit ihrem Vater und Erfahrungen mit Drogen und Sex.
1988 erscheint ihr zweites Werk Trainsong, das da ansetzt, wo Baby Driver aufgehört hat.
Im 22. Kapitel von Trainsong beschreibt sie unter anderem eine Situation, in der sie für den Hollywood-Film Heart Beat eine Statistenrolle angeboten bekam. In diesem Film ging es um die Dreiecksbeziehung ihres Vaters Jack Kerouac zu Neal Cassady und seiner Frau Carolyn Cassady.
Während sie Baby Driver und Trainsong schrieb, lernte sie einige Künstlerfreunde ihres zu diesem Zeitpunkt bereits verstorbenen Vaters kennen: Carolyn Cassady, Allen Ginsberg, William S. Burroughs, Peter Orlovsky, Lawrence Ferlinghetti und Gregory Corso.

## Werke
- Baby Driver. 1981.
- Trainsong. 1988
- Parrot Fever. herausgegeben von Phil Cousineau, Thunder’s Mouth Press, 2005